# Roger David Nussbaum
Roger David Nussbaum (Filadélfia, 29 de janeiro de 1944) é um matemático estadunidense, que trabalha com análise funcional não-linear e equações diferenciais.
Nussbaum estudou na Universidade Harvard obtendo o bacharelado em 1965 e um doutorado na Universidade de Chicago, orientado por Felix Browder, com a tese The Fixed Point Index and Fixed Point Theorems for K-Set Contractions. É desde 1969 professor assistente, desde 1973 professor associado e desde 1977 professor na Universidade Rutgers. É fellow da American Mathematical Society.

## Obras
- com Bas Lemmens: Nonlinear Perron-Frobenius Theory, Cambridge Tracts in Mathematics, Cambridge University Press 2012
- com S. M. Verduyn-Lunel: Generalizations of the Perron-Frobenius Theorem for Nonlinear Maps, Memoirs AMS 1999
- com Heinz-Otto Peitgen: Special and Spurious Solutions of {\displaystyle {\dot {x}}(t)=-\alpha f(x(t-1))}, Memoirs AMS, 1984
- com Patrick Fitzpatrick, Jean Mawhin, Mario Martelli: Topological Methods for Ordinary Differential Equations, CIME Lectures, Montecacini Terme 1991, Lecture Notes in Mathematics 1537, Springer Verlag 1993
- Hilbert's projective metric and iterated nonlinear maps, 2 Volumes, AMS 1988
- Differential-delay equations with two time lags, Memoirs AMS 1978